# 꼰선섬
꼰선섬(베트남어: Đảo Côn Sơn / 島崑山, 중국어 정체자: 崑崙島, 크메르어 : កោះត្រឡាច Koh Tralach)는 남중국해에 있는 꼰다오 제도의 섬이다. 베트남의 바리어붕따우성에 속한 12개 제도로 이루어진 제도 중 가장 큰 섬이다.
붕따우에서 약 185km, 호치민시에서 230km 떨어져 있으며, 섬의 최고점은 584m, 면적은 75.15km2이다.

## 역사
이 섬은 일찍이 서양에 알려져 있었으며, 프톨레마이오스의 저서 《게오그라피아》(Geographia)에도 그 이름이 표시되어 있다. 또한 마르코 폴로도 ‘콘도르 섬’이라는 이름으로 기록을 남겼다.
1702년 영국 동인도 회사가 섬이 베트남의 영향 하에 있지 않음을 확인 지배 하에 두고 있었지만, 1705년 3월 술라웨시 섬에서 용병의 공격을 받아 괴멸한다.
1787년 루이 16세는 복권을 노리는 꽝남국의 후예 응우옌 푹 아인(이후 응우옌 왕조 초대 황제 자롱제)과 〈베르사유 조약〉을 체결했다. 군사적 협력에 대한 대가로 섬의 지배권을 획득했다. 프랑스는 이 섬을 풀로 콘도르(Pulo Condore, Pulo은 말레이어로 ‘섬’을 의미하는 pulau에서 유래)라고 명명하고 1861년 꼰다오 감옥을 만들어 독립 운동을 하는 정치범의 유배지로 이용했다. 저명한 수감자는 팜반동이나 레득토, 보티사우가 있다. 1954년에 이 감옥은 베트남 정부 따르는 베트남 공화국의 관할이 베트남 전쟁 동안 베트남 민주공화국(북베트남) 측의 포로와 협력자가 다수 수감되었다.
현재는 코코와 커피콩의 재배가 이루어진다. 호치민시 사이에 여객선이 다니고 공항도 개설되어 있다. 자연이 풍부한 것으로 알려져 있으며, 2013년에는 론리플래닛에서 ‘세계에서 가장 신비한 섬 톱9’ 중 하나로 선정되었다.

## 기후
| 꼰선섬의 기후            | 꼰선섬의 기후 | 꼰선섬의 기후 | 꼰선섬의 기후 | 꼰선섬의 기후 | 꼰선섬의 기후 | 꼰선섬의 기후 | 꼰선섬의 기후 | 꼰선섬의 기후 | 꼰선섬의 기후 | 꼰선섬의 기후 | 꼰선섬의 기후 | 꼰선섬의 기후 | 꼰선섬의 기후 |
| 월                       | 1월           | 2월           | 3월           | 4월           | 5월           | 6월           | 7월           | 8월           | 9월           | 10월          | 11월          | 12월          | 연간          |
| ------------------------ | ------------- | ------------- | ------------- | ------------- | ------------- | ------------- | ------------- | ------------- | ------------- | ------------- | ------------- | ------------- | ------------- |
| 역대 최고 기온 °C (°F)   | 33            | 33            | 33            | 34            | 35            | 33            | 37            | 36            | 33            | 35            | 32            | 31            | 37            |
| 일평균 최고 기온 °C (°F) | 27            | 28            | 29            | 31            | 31            | 30            | 30            | 30            | 30            | 29            | 28            | 27            | 29            |
| 일일 평균 기온 °C (°F)   | 25            | 25            | 26            | 28            | 28            | 27            | 27            | 27            | 27            | 26            | 26            | 25            | 26            |
| 일평균 최저 기온 °C (°F) | 23            | 23            | 24            | 25            | 25            | 25            | 25            | 25            | 25            | 24            | 24            | 24            | 24            |
| 역대 최저 기온 °C (°F)   | 17            | 18            | 18            | 20            | 22            | 17            | 17            | 20            | 20            | 20            | 18            | 17            | 17            |
| 평균 강수량 mm (인치)    | 10            | 0             | 0             | 30            | 220           | 300           | 260           | 310           | 330           | 300           | 200           | 70            | 2,100         |
| 평균 강수일수            | 1             | 0             | 0             | 3             | 5             | 16            | 14            | 16            | 15            | 14            | 11            | 4             | 103           |
| 평균 상대 습도 (%)       | 78            | 79            | 79            | 78            | 79            | 79            | 80            | 80            | 81            | 83            | 82            | 79            | 80            |
| 출처: Weatherbase        |               |               |               |               |               |               |               |               |               |               |               |               |               |

## 참고 문헌
- Brown, Holmes and Don Luce (1973). 《Hostages of War; Saigon's Political Prisoners》. Indochina Mobile Education Project.
- Valentine, Douglas (2000). 《The Phoenix Program》. Backinprint.com. ISBN 978-0-595-00738-7.